# Pontus Jonsson
Pär Erik Pontus Jonsson, född 20 maj 2001, är en svensk fotbollsspelare som spelar för IK Brage.

## Karriär
Jonsson moderklubb är Korsnäs IF. Han gjorde tre mål på fem matcher för klubbens U-lag i Division 5 Dalarna 2016. Jonsson gick därefter till Dalkurd FF och spelade under 2017 främst för klubbens ungdomslag. Den 4 november 2017 gjorde Jonsson dock sin Superettan-debut i en 2–2-match mot Trelleborgs FF, där han blev inbytt i den 85:e minuten mot Yukiya Sugita.
Säsongen 2018 gick Jonsson till IK Brage. Han spelade två matcher i Superettan 2018. Följande säsong blev det inga ligamatcher för Jonsson men under säsongen 2020 spelade han 14 matcher.
I februari 2021 värvades Jonsson av Gefle IF i Ettan Norra. Han spelade samtliga 30 ligamatcher i Ettan Norra 2021 och gjorde fyra mål. I december 2021 förlängde han sitt kontrakt med ett år. I december 2022 blev Jonsson klar för en återkomst i IK Brage, där han skrev på ett treårskontrakt.

## Karriärstatistik
| Klubb                 | Säsong             | Liga                      | Liga    | Liga | Svenska cupen | Svenska cupen | Totalt  | Totalt |
| Klubb                 | Säsong             | Division                  | Matcher | Mål  | Matcher       | Mål           | Matcher | Mål    |
| --------------------- | ------------------ | ------------------------- | ------- | ---- | ------------- | ------------- | ------- | ------ |
| Korsnäs IF U          | 2016               | Division 5 Dalarna        | 5       | 3    | 0             | 0             | 5       | 3      |
| Dalkurd FF            | 2017               | Superettan                | 1       | 0    | 0             | 0             | 1       | 0      |
| IK Brage              | 2018               | Superettan                | 2       | 0    | 1             | 0             | 3       | 0      |
| IK Brage              | 2019               | Superettan                | 0       | 0    | 2             | 1             | 2       | 1      |
| IK Brage              | 2020               | Superettan                | 14      | 0    | 1             | 1             | 15      | 1      |
| IK Brage              | Totalt             | Totalt                    | 16      | 0    | 4             | 2             | 20      | 2      |
| Kvarnsvedens IK (lån) | 2019               | Division 2 Norra Svealand | 10      | 0    | 0             | 0             | 10      | 0      |
| Gefle IF              | 2021               | Ettan Norra               | 30      | 4    | 0             | 0             | 30      | 4      |
| Gefle IF              | 2022               | Ettan Norra               | 30      | 3    | 0             | 0             | 30      | 3      |
| Gefle IF              | Totalt             | Totalt                    | 60      | 7    | 0             | 0             | 60      | 7      |
| IK Brage              | 2023               | Superettan                | 25      | 1    | 3             | 1             | 28      | 2      |
| IK Brage              | 2024               | Superettan                | 30      | 0    | 3             | 0             | 29      | 0      |
| IK Brage              | Totalt             | Totalt                    | 55      | 1    | 6             | 1             | 61      | 2      |
| Totalt i karriären    | Totalt i karriären | Totalt i karriären        | 147     | 11   | 10            | 3             | 157     | 14     |